# Ingrid de Suède
Titre
Reine consort de Danemark
20 avril 1947 – 14 janvier 1972
(24 ans, 8 mois et 25 jours)
Signature
Ingrid de Suède (en suédois : Ingrid av Sverige), née le 28 mars 1910 au palais de Stockholm (Suède) et morte le 7 novembre 2000 au château de Fredensborg (Danemark), est une princesse suédoise devenue reine consort de Danemark de 1947 à 1972 par son mariage avec le roi Frédéric IX.

## Biographie

### Famille et jeunesse

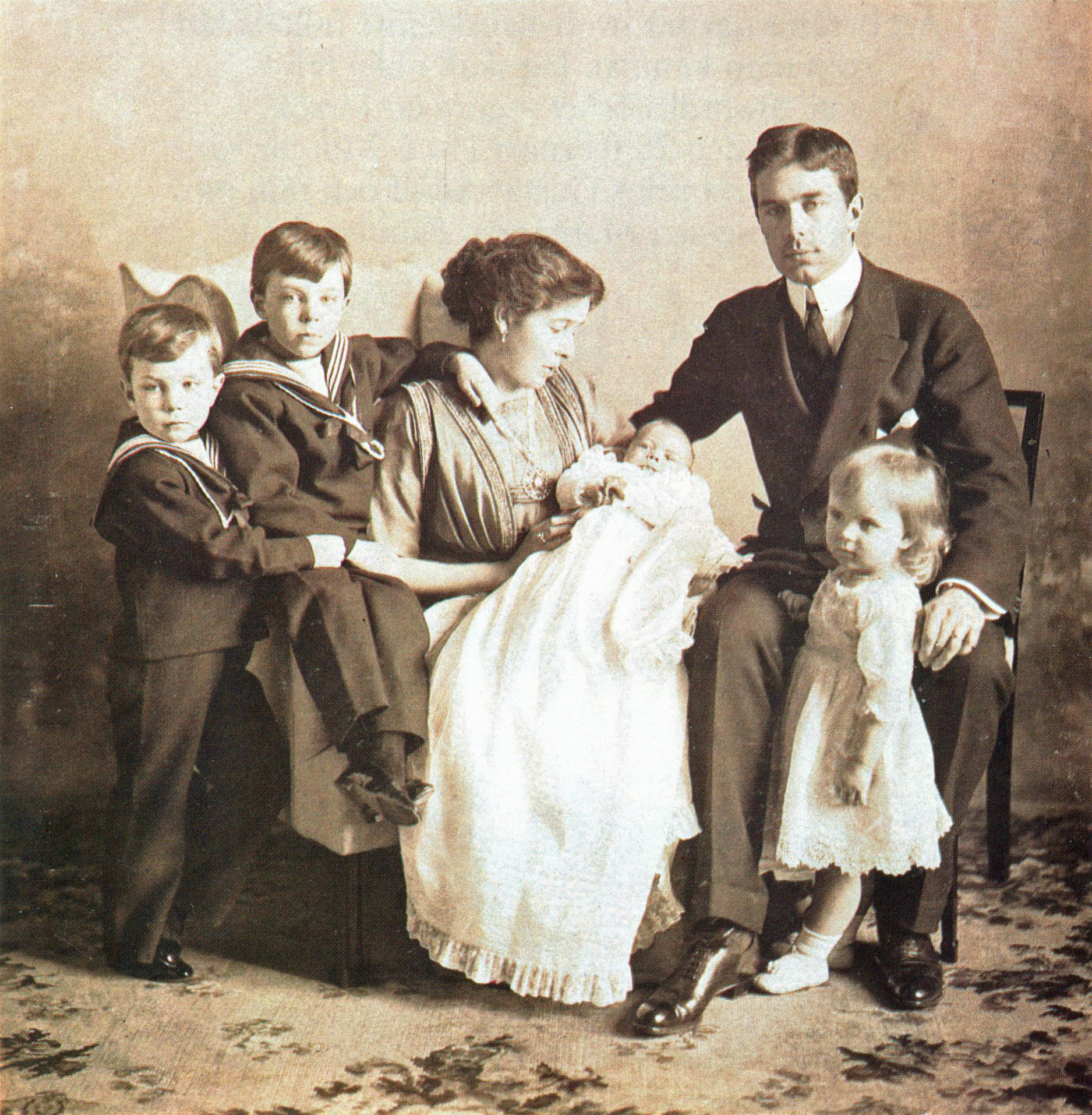
Margaret et Gustave-Adolphe avec leurs quatre premiers enfants en 1912.

Petite-fille du roi Gustave V de Suède, la future reine danoise voit le jour le 28 mars 1910 au palais royal de Stockholm, résidence principale de la famille royale suédoise. Elle est la seule fille du prince héritier Gustave-Adolphe de Suède et de sa première épouse, la princesse britannique Margaret de Connaught, elle-même petite-fille de la reine Victoria du Royaume-Uni . La princesse a deux frères plus âgés aînés, les princes Gustave-Adolphe et Sigvard, et deux frères cadets, les princes Bertil et Carl Johan. La princesse Ingrid, de son nom de baptême Ingrid Victoria Sofia Louise Margareta, est baptisée le 5 mai 1910 dans la chapelle du palais de Stockholm. Ses parrains et marraines sont : ses grands-parents paternels Gustave V de Suède et Victoria de Bade, ses grands-parents maternels Arthur de Connaught et Louise-Marguerite de Prusse, ses arrières-grands-mères paternelles Sophie de Nassau et Louise de Prusse, les cousines germaines de sa mère Alix de Hesse-Darmstadt et Alice d'Albany, le cousin germain de sa mère George V du Royaume-Uni, le cousin au second degré de sa mère Adalbert de Prusse, sa grand-tante paternelle Hilda de Nassau et son arrière-grand-tante paternelle Thérèse de Saxe-Altenbourg .
La famille réside dans un appartement au palais royal de Stockholm, au château d'Ulriksdal, et dans leur résidence d'été, le palais de Sofiero. La princesse héritière Margaret fonde une école pour Ingrid avec un petit cercle de filles nobles suédoises. Ingrid reçoit également des cours de tâches domestiques dans le cadre de son éducation. Enfant, elle pratique la cuisine dans sa cabane située dans le parc du palais et fait même la vaisselle après les repas. La capacité d’une fille à cuisiner, coudre et gérer un ménage est considérée à l’époque comme importante pour la royauté.
En 1920, alors qu'Ingrid n'a que dix ans, sa mère décède d'une septicémie alors qu'elle est au huitième mois de sa sixième grossesse. Il est suggéré que la forte autodiscipline d'Ingrid est due à la mort de sa mère. Après la mort de sa mère, Ingrid passe plusieurs mois par an au Royaume-Uni auprès de son grand-père. Son père se remarie avec Louise Mountbatten, une cousine au second degré de sa mère, trois ans plus tard. Ingrid se sent trahie par son père et elle se comporte froidement avec la princesse héritière Louise. Ingrid et son père ne se réconcilient que plusieurs années plus tard .

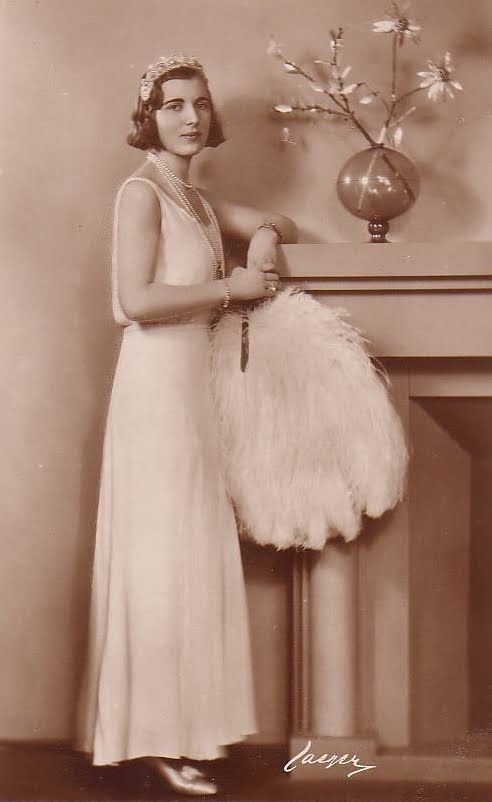
Ingrid de Suède.

Ingrid apprend l'histoire, l'histoire de l'art, les sciences politiques et plusieurs langues. Sa connaissance de l'art et de la culture s'enrichit grâce à de longs séjours à Paris et à Rome. Avec son père, sa belle-mère et son frère Bertil, elle entreprend un voyage de cinq mois à travers le Moyen-Orient en 1934-1935. La princesse fait ses débuts dans le monde à l’ouverture du Riksdag en 1928, où elle est « élégamment habillée ». Ingrid s'intéresse au sport, notamment à l'équitation, au ski et au tennis. Elle joue souvent au tennis contre son grand-père, le roi Gustave V. Elle est également connue pour être une patineuse et une danseuse accomplie. Dans sa jeunesse, Ingrid est souvent vue au volant de sa voiture à Stockholm. En plus d'avoir acquis une réputation de jeune femme élégante, la princesse est connue pour sa beauté. Après sa visite aux États-Unis en 1939, les Américains la décrivent comme « grande et très mince » avec une « bouche joliment modelée et des dents exquises ».

### Mariage et descendance

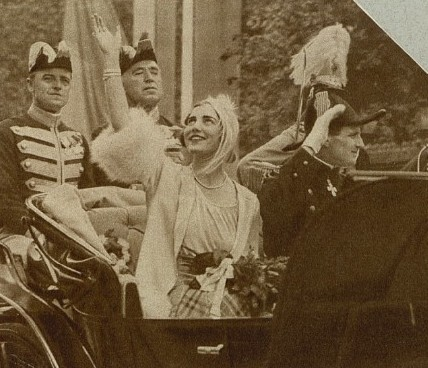
Le couple accueilli à Copenhague en 1935.

La question du mariage d’Ingrid est un sujet brûlant de conversation dans les années 1920. Elle est ainsi considérée par certains comme une épouse possible pour le prince de Galles, Édouard, son cousin au second degré . En 1928, Ingrid rencontre le prince de Galles à Londres, sans que cela ne donne lieu à des fiançailles . Une union est également envisagée  avec le prince George, le quatrième fils du roi George V.
Le 15 mars 1935, peu avant son vingt-cinquième anniversaire, elle est fiancée à Frédéric, prince héritier de Danemark, fils du roi Christian X de Danemark et de la reine Alexandrine de Mecklembourg-Schwerin. Ils se marient à la Storkyrkan le 24 mai 1935. Parmi les invités au mariage figurent le roi Léopold III de Belgique et Astrid de Suède ainsi que le prince héritier Olaf de Norvège et Märtha de Suède. Le mariage est l'un des plus grands événements médiatiques de l'époque en Suède en 1935 et reçoit tellement d'attention que les médias sont critiqués pour cela. Ingrid apparaît également à la radio en 1935 pour y lire un poème, ce qui attire également beaucoup d'attention.
La princesse Ingrid et le prince Frédéric ont trois filles :
- Margrethe II, née en 1940 et qui règne sur le Danemark depuis le décès de son père en 1972 et jusqu'à son abdication en 2024, épouse en 1967 Henri de Laborde de Monpezat, d'où postérité ;
- Benedikte, née en 1944, épouse le prince Richard de Sayn-Wittgenstein-Berlebourg, d'où postérité ;
- Anne-Marie, née en 1946, épouse en 1964 le roi Constantin II de Grèce, d'où postérité.

Le couple royal n'ayant que des filles, en 1953, un référendum permet aux femmes de monter sur le trône. Avec son mari elle forme un couple uni, et est très aimée par les sujets de son pays d'adoption.

### Vie au Danemark

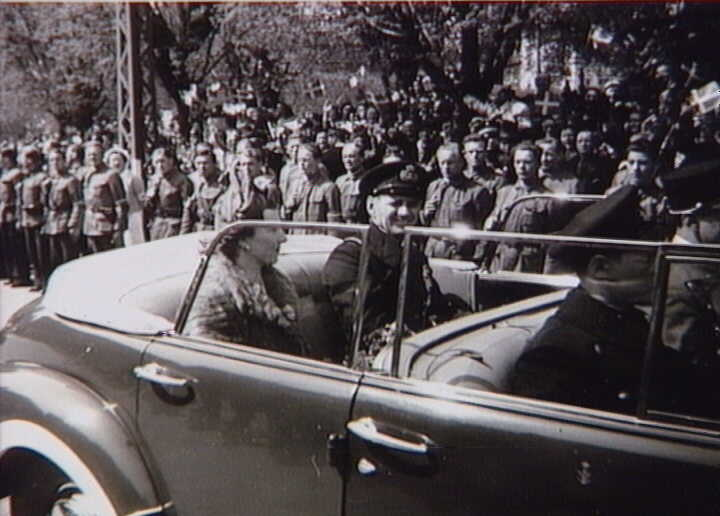
Le prince héritier et la princesse héritière le 9 mai 1945, quittant Christiansborg après la première ouverture du Parlement après la fin de l'occupation du Danemark par l'Allemagne nazie.

Alors qu'elle est princesse héritière, elle devient la marraine officielle des Guides en 1936, après avoir passé et réussi les mêmes tests que tous les candidats. En 1940, elle est à la tête de la Société danoise des femmes pour l'effort de guerre .
Pendant l'occupation allemande du Danemark, Ingrid, grâce à son courage et son intégrité personnelle, gagne une grande popularité en tant que symbole de résistance silencieuse et de morale patriotique. Elle fait preuve de solidarité envers la population danoise et est souvent vue sur son vélo ou avec sa poussette dans les rues de Copenhague. Ingrid place par exemple des drapeaux du Danemark, de la Suède et du Royaume-Uni à la fenêtre de la nursery d'Amalienborg. Son mépris affiché envers les forces d'occupation amène son grand-père, le roi Gustave V de Suède, à s'inquiéter des risques encourus et, en 1941, il lui demande d'être plus discrète « pour le bien de la dynastie » et sa sécurité, mais elle réagit avec colère et refuse d'obéir, avec le soutien de son époux, qui partage son point de vue.

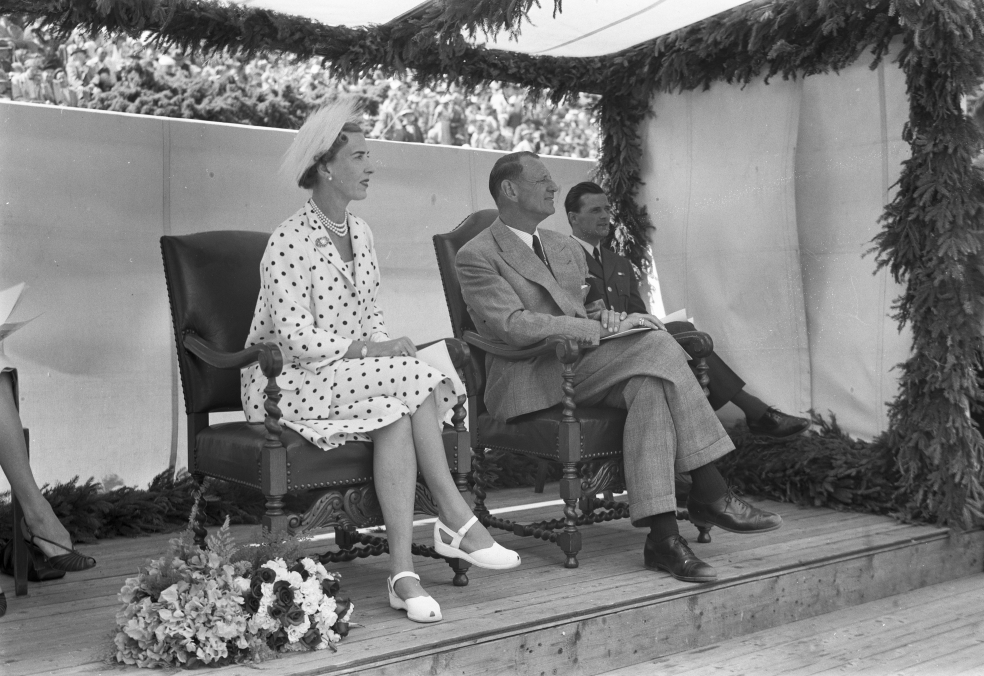
Le roi Frédéric IX et la reine Ingrid dans les années 1950.

Lors de l'accession de son mari au trône le 20 avril 1947, elle devient reine du Danemark. À ce titre, elle réforme les traditions de la vie de la cour danoise, abolit de nombreuses coutumes de cour démodées et crée une atmosphère plus détendue lors des réceptions officielles. Elle s'intéresse au jardinage et à l'art et rénove Gråsten Slot, la résidence d'été de la famille royale, selon ses propres recherches historiques sur l'apparence originelle du palais.

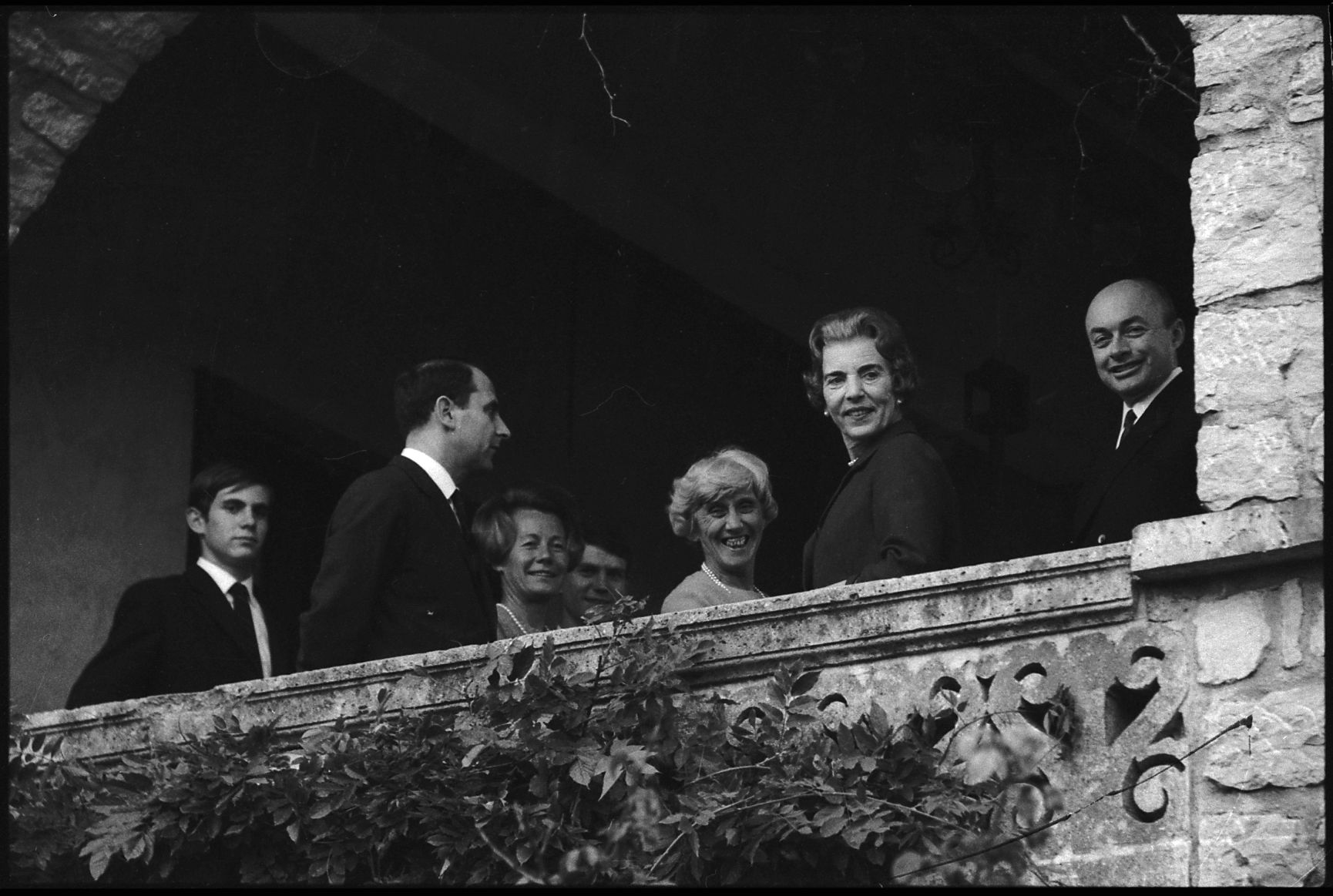
La reine Ingrid à Albas dans le Lot en 1966.

En 1972, le roi Frédéric IX meurt et Ingrid devint veuve à l'âge de 61 ans. Sa fille aînée, Margrethe, âgée de 31 ans, devient la nouvelle reine et Ingrid assume désormais les fonctions de reine-mère, matriarche de la famille. Cette même année, après avoir juré de respecter la constitution danoise, elle est nommée régente et représentante de la reine en cas d'absences, tâche qu'elle accomplit à de nombreuses reprises. C'est exceptionnel, car depuis la constitution de 1871, seul le prince héritier est autorisé à exercer les fonctions de régent en l'absence du monarque.

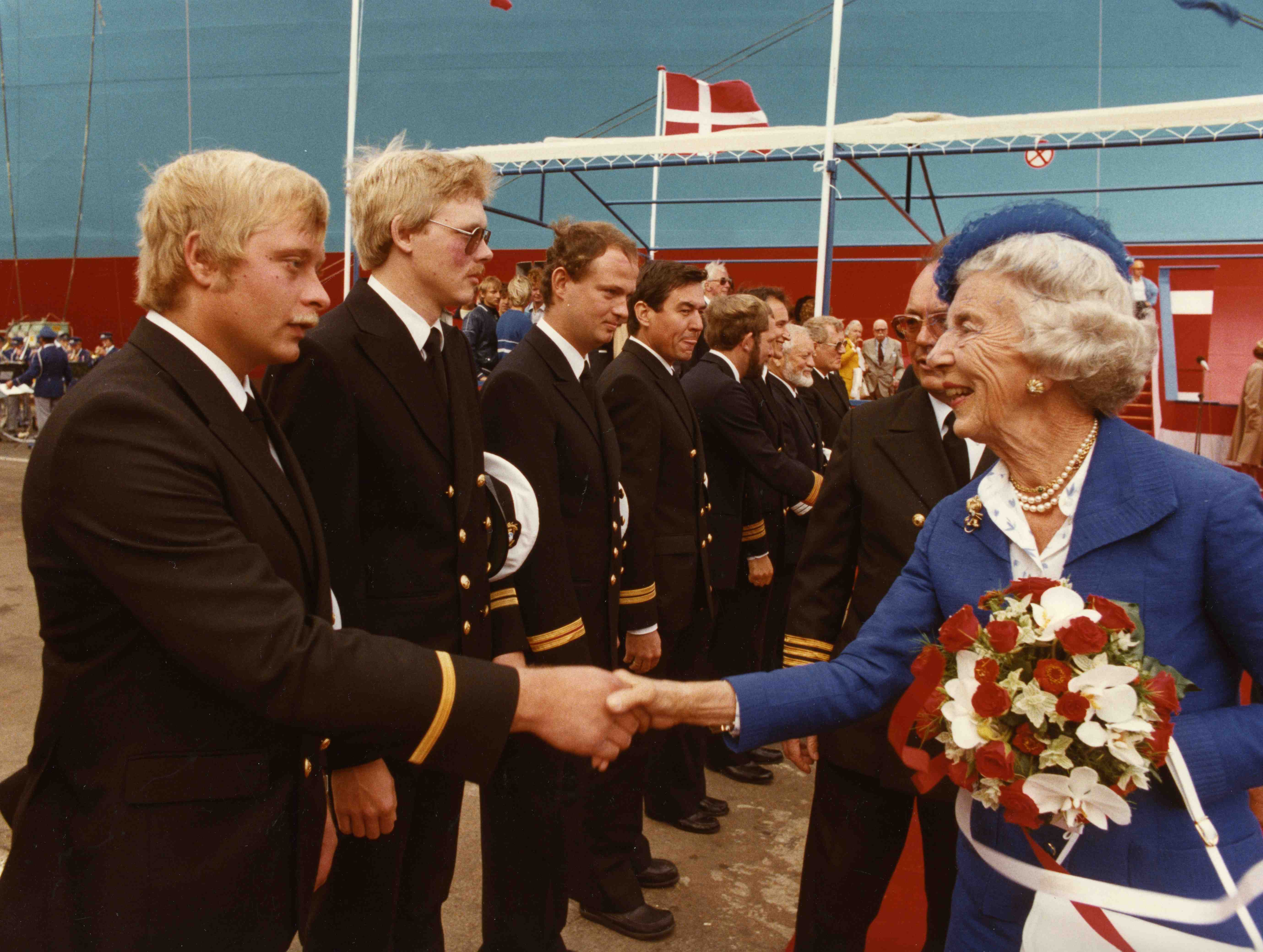
Ingrid au baptême d'un navire en 1983.

Elle est la marraine et la fondatrice de nombreuses organisations sociales, postes qu'elle délègue au fil des années à la princesse Benedikte. Elle est décrite comme étant dévouée, organisée et énergique.

### Décès et inhumation
La reine Ingrid meurt entourée de ses trois filles et de ses dix petits-enfants le 7 novembre 2000 au château de Fredensborg au nord de l'île de Seeland, à l'âge de 90 ans. Après son castrum doloris dans la chapelle du palais de Christiansborg, les funérailles de la défunte reine ont lieu à la cathédrale de Roskilde en présence de nombreuses têtes couronnées. Elle repose aux côtés de son époux dans un mausolée extérieur de la cathédrale de Roskilde, la nécropole traditionnelle des rois de Danemark.

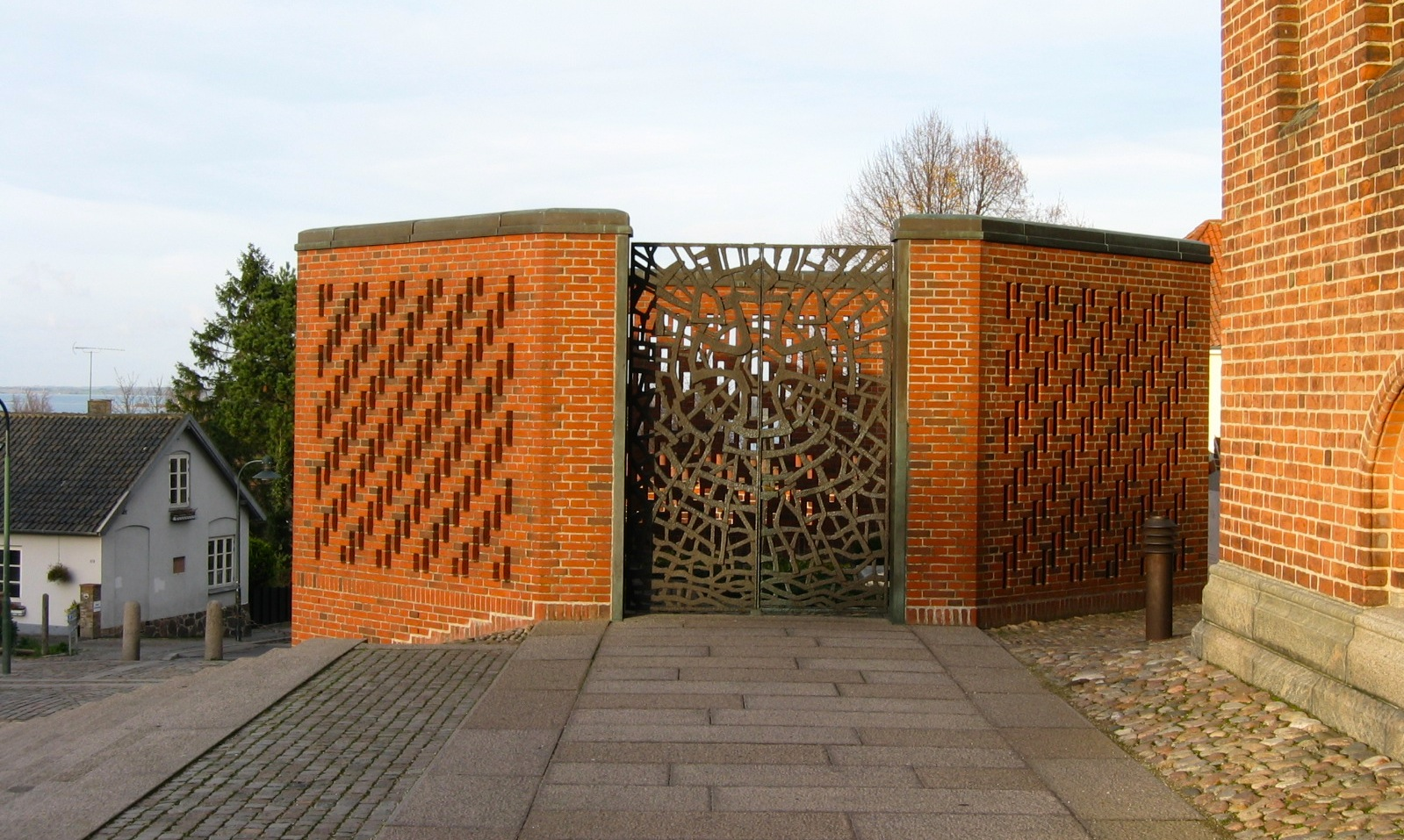
Mausolée extérieur de la cathédrale de Roskilde.
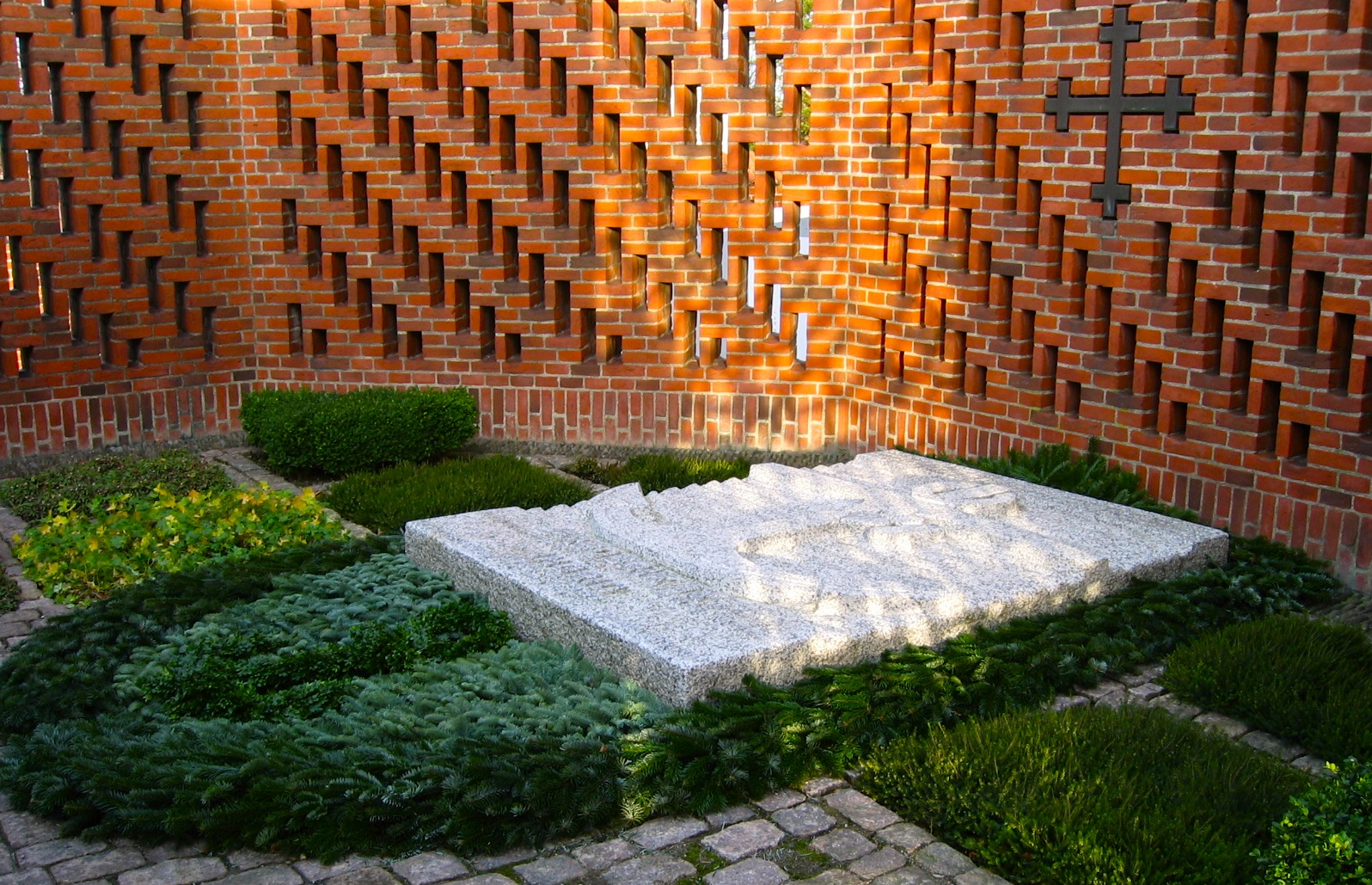
Pierre tombale de Frédéric IX et d'Ingrid de Suède.

## Généalogie

### Descendance
|                              |                              |                              |                              |                              |                              |  |  |                               |                               |                               |                               |                               |                               |  |  |                            |                            |                            |                            |                            |                            |                                          |                                          |                                          |                                          |                                          |                                          |                              |                              |                                 |                                 |                                 |                                 |                                 |                                 |                            |                            |                         |                         |                          |                          |                          |                          |                            |                            |                            |                            |                            |                            |                           |                           |                           |                           |                        |                        |                           |                           |                           |                           |                           |                           |  |  |                                                |                                                |                                                |                                                |                                                |                                                |  |  |                                                |                                                |                                                |                                                |                                                |                                                |  |  |                                              |                                              |                                              |                                              |                                                     |                                                     |                                                     |                                                     |                                                     |                                                     |                                                  |                                                  |                                                  |                                                  |                              |                              |                                        |                                        |                                        |                                        | Frédéric IX de Danemark (1899-1972)    | Frédéric IX de Danemark (1899-1972)    | Frédéric IX de Danemark (1899-1972) | Frédéric IX de Danemark (1899-1972) | Frédéric IX de Danemark (1899-1972) | Frédéric IX de Danemark (1899-1972) |                               |                               | Ingrid de Suède (1910-2000)   | Ingrid de Suède (1910-2000)   | Ingrid de Suède (1910-2000) | Ingrid de Suède (1910-2000) | Ingrid de Suède (1910-2000)                     | Ingrid de Suède (1910-2000)                     |                                                 |                                                 |                                                 |                                                 |  |  |                                     |                                     |                                     |                                     |                                     |                                     |  |  |                                      |                                      |                                      |                                      |                                      |                                      |  |  |                                   |                                   |                                   |                                   |                                   |                                   |  |  |                                   |                                   |                                   |                                   |                                   |                                   |  |  |                               |                               |                               |                               |                               |                               |  |  |                                    |                                    |                                    |                                    |                                    |                                    |                      |                      |                                  |                                  |                                    |                                    |                                    |                                    |                                    |                                    |                                |                                |                                |                                |                                |                                |                               |                               |                                   |                                   |                                   |                                   |                                   |                                   |                              |                              |                              |                              |  |  |                      |                      |                      |                      |                      |                      |  |  |                          |                          |                          |                          |                          |                          |  |  |                          |                          |                          |                          |                          |                          |  |  |                   |                   |                   |                   |                   |                   |  |  |
|                              |                              |                              |                              |                              |                              |  |  |                               |                               |                               |                               |                               |                               |  |  |                            |                            |                            |                            |                            |                            |                                          |                                          |                                          |                                          |                                          |                                          |                              |                              |                                 |                                 |                                 |                                 |                                 |                                 |                            |                            |                         |                         |                          |                          |                          |                          |                            |                            |                            |                            |                            |                            |                           |                           |                           |                           |                        |                        |                           |                           |                           |                           |                           |                           |  |  |                                                |                                                |                                                |                                                |                                                |                                                |  |  |                                                |                                                |                                                |                                                |                                                |                                                |  |  |                                              |                                              |                                              |                                              |                                                     |                                                     |                                                     |                                                     |                                                     |                                                     |                                                  |                                                  |                                                  |                                                  |                              |                              |                                        |                                        |                                        |                                        | Frédéric IX de Danemark (1899-1972)    | Frédéric IX de Danemark (1899-1972)    | Frédéric IX de Danemark (1899-1972) | Frédéric IX de Danemark (1899-1972) | Frédéric IX de Danemark (1899-1972) | Frédéric IX de Danemark (1899-1972) |                               |                               | Ingrid de Suède (1910-2000)   | Ingrid de Suède (1910-2000)   | Ingrid de Suède (1910-2000) | Ingrid de Suède (1910-2000) | Ingrid de Suède (1910-2000)                     | Ingrid de Suède (1910-2000)                     |                                                 |                                                 |                                                 |                                                 |  |  |                                     |                                     |                                     |                                     |                                     |                                     |  |  |                                      |                                      |                                      |                                      |                                      |                                      |  |  |                                   |                                   |                                   |                                   |                                   |                                   |  |  |                                   |                                   |                                   |                                   |                                   |                                   |  |  |                               |                               |                               |                               |                               |                               |  |  |                                    |                                    |                                    |                                    |                                    |                                    |                      |                      |                                  |                                  |                                    |                                    |                                    |                                    |                                    |                                    |                                |                                |                                |                                |                                |                                |                               |                               |                                   |                                   |                                   |                                   |                                   |                                   |                              |                              |                              |                              |  |  |                      |                      |                      |                      |                      |                      |  |  |                          |                          |                          |                          |                          |                          |  |  |                          |                          |                          |                          |                          |                          |  |  |                   |                   |                   |                   |                   |                   |  |  |
|                              |                              |                              |                              |                              |                              |  |  |                               |                               |                               |                               |                               |                               |  |  |                            |                            |                            |                            |                            |                            |                                          |                                          |                                          |                                          |                                          |                                          |                              |                              |                                 |                                 |                                 |                                 |                                 |                                 |                            |                            |                         |                         |                          |                          |                          |                          |                            |                            |                            |                            |                            |                            |                           |                           |                           |                           |                        |                        |                           |                           |                           |                           |                           |                           |  |  |                                                |                                                |                                                |                                                |                                                |                                                |  |  |                                                |                                                |                                                |                                                |                                                |                                                |  |  |                                              |                                              |                                              |                                              |                                                     |                                                     |                                                     |                                                     |                                                     |                                                     |                                                  |                                                  |                                                  |                                                  |                              |                              |                                        |                                        |                                        |                                        |                                        |                                        |                                     |                                     |                                     |                                     |                               |                               |                               |                               |                             |                             |                                                 |                                                 |                                                 |                                                 |                                                 |                                                 |  |  |                                     |                                     |                                     |                                     |                                     |                                     |  |  |                                      |                                      |                                      |                                      |                                      |                                      |  |  |                                   |                                   |                                   |                                   |                                   |                                   |  |  |                                   |                                   |                                   |                                   |                                   |                                   |  |  |                               |                               |                               |                               |                               |                               |  |  |                                    |                                    |                                    |                                    |                                    |                                    |                      |                      |                                  |                                  |                                    |                                    |                                    |                                    |                                    |                                    |                                |                                |                                |                                |                                |                                |                               |                               |                                   |                                   |                                   |                                   |                                   |                                   |                              |                              |                              |                              |  |  |                      |                      |                      |                      |                      |                      |  |  |                          |                          |                          |                          |                          |                          |  |  |                          |                          |                          |                          |                          |                          |  |  |                   |                   |                   |                   |                   |                   |  |  |
|                              |                              |                              |                              |                              |                              |  |  |                               |                               |                               |                               |                               |                               |  |  |                            |                            |                            |                            |                            |                            |                                          |                                          |                                          |                                          |                                          |                                          |                              |                              |                                 |                                 |                                 |                                 |                                 |                                 |                            |                            |                         |                         |                          |                          |                          |                          |                            |                            |                            |                            |                            |                            |                           |                           |                           |                           |                        |                        |                           |                           |                           |                           |                           |                           |  |  |                                                |                                                |                                                |                                                |                                                |                                                |  |  |                                                |                                                |                                                |                                                |                                                |                                                |  |  |                                              |                                              |                                              |                                              |                                                     |                                                     |                                                     |                                                     |                                                     |                                                     |                                                  |                                                  |                                                  |                                                  |                              |                              |                                        |                                        |                                        |                                        |                                        |                                        |                                     |                                     |                                     |                                     |                               |                               |                               |                               |                             |                             |                                                 |                                                 |                                                 |                                                 |                                                 |                                                 |  |  |                                     |                                     |                                     |                                     |                                     |                                     |  |  |                                      |                                      |                                      |                                      |                                      |                                      |  |  |                                   |                                   |                                   |                                   |                                   |                                   |  |  |                                   |                                   |                                   |                                   |                                   |                                   |  |  |                               |                               |                               |                               |                               |                               |  |  |                                    |                                    |                                    |                                    |                                    |                                    |                      |                      |                                  |                                  |                                    |                                    |                                    |                                    |                                    |                                    |                                |                                |                                |                                |                                |                                |                               |                               |                                   |                                   |                                   |                                   |                                   |                                   |                              |                              |                              |                              |  |  |                      |                      |                      |                      |                      |                      |  |  |                          |                          |                          |                          |                          |                          |  |  |                          |                          |                          |                          |                          |                          |  |  |                   |                   |                   |                   |                   |                   |  |  |
|                              |                              |                              |                              |                              |                              |  |  |                               |                               |                               |                               |                               |                               |  |  |                            |                            |                            |                            |                            |                            | Henri de Laborde de Monpezat (1934-2018) | Henri de Laborde de Monpezat (1934-2018) | Henri de Laborde de Monpezat (1934-2018) | Henri de Laborde de Monpezat (1934-2018) | Henri de Laborde de Monpezat (1934-2018) | Henri de Laborde de Monpezat (1934-2018) |                              |                              | Margrethe II de Danemark (1940) | Margrethe II de Danemark (1940) | Margrethe II de Danemark (1940) | Margrethe II de Danemark (1940) | Margrethe II de Danemark (1940) | Margrethe II de Danemark (1940) |                            |                            |                         |                         |                          |                          |                          |                          |                            |                            |                            |                            |                            |                            |                           |                           |                           |                           |                        |                        |                           |                           |                           |                           |                           |                           |  |  |                                                |                                                |                                                |                                                |                                                |                                                |  |  |                                                |                                                |                                                |                                                |                                                |                                                |  |  |                                              |                                              |                                              |                                              | Richard de Sayn-Wittgenstein-Berlebourg (1934-2017) | Richard de Sayn-Wittgenstein-Berlebourg (1934-2017) | Richard de Sayn-Wittgenstein-Berlebourg (1934-2017) | Richard de Sayn-Wittgenstein-Berlebourg (1934-2017) | Richard de Sayn-Wittgenstein-Berlebourg (1934-2017) | Richard de Sayn-Wittgenstein-Berlebourg (1934-2017) |                                                  |                                                  | Benedikte de Danemark (1944)                     | Benedikte de Danemark (1944)                     | Benedikte de Danemark (1944) | Benedikte de Danemark (1944) | Benedikte de Danemark (1944)           | Benedikte de Danemark (1944)           |                                        |                                        |                                        |                                        |                                     |                                     |                                     |                                     |                               |                               |                               |                               |                             |                             |                                                 |                                                 |                                                 |                                                 |                                                 |                                                 |  |  |                                     |                                     |                                     |                                     |                                     |                                     |  |  |                                      |                                      |                                      |                                      |                                      |                                      |  |  |                                   |                                   |                                   |                                   |                                   |                                   |  |  |                                   |                                   |                                   |                                   |                                   |                                   |  |  |                               |                               |                               |                               |                               |                               |  |  |                                    |                                    |                                    |                                    |                                    |                                    |                      |                      |                                  |                                  | Constantin II de Grèce (1940-2023) | Constantin II de Grèce (1940-2023) | Constantin II de Grèce (1940-2023) | Constantin II de Grèce (1940-2023) | Constantin II de Grèce (1940-2023) | Constantin II de Grèce (1940-2023) |                                |                                | Anne-Marie de Danemark (1946)  | Anne-Marie de Danemark (1946)  | Anne-Marie de Danemark (1946)  | Anne-Marie de Danemark (1946)  | Anne-Marie de Danemark (1946) | Anne-Marie de Danemark (1946) |                                   |                                   |                                   |                                   |                                   |                                   |                              |                              |                              |                              |  |  |                      |                      |                      |                      |                      |                      |  |  |                          |                          |                          |                          |                          |                          |  |  |                          |                          |                          |                          |                          |                          |  |  |                   |                   |                   |                   |                   |                   |  |  |
|                              |                              |                              |                              |                              |                              |  |  |                               |                               |                               |                               |                               |                               |  |  |                            |                            |                            |                            |                            |                            | Henri de Laborde de Monpezat (1934-2018) | Henri de Laborde de Monpezat (1934-2018) | Henri de Laborde de Monpezat (1934-2018) | Henri de Laborde de Monpezat (1934-2018) | Henri de Laborde de Monpezat (1934-2018) | Henri de Laborde de Monpezat (1934-2018) |                              |                              | Margrethe II de Danemark (1940) | Margrethe II de Danemark (1940) | Margrethe II de Danemark (1940) | Margrethe II de Danemark (1940) | Margrethe II de Danemark (1940) | Margrethe II de Danemark (1940) |                            |                            |                         |                         |                          |                          |                          |                          |                            |                            |                            |                            |                            |                            |                           |                           |                           |                           |                        |                        |                           |                           |                           |                           |                           |                           |  |  |                                                |                                                |                                                |                                                |                                                |                                                |  |  |                                                |                                                |                                                |                                                |                                                |                                                |  |  |                                              |                                              |                                              |                                              | Richard de Sayn-Wittgenstein-Berlebourg (1934-2017) | Richard de Sayn-Wittgenstein-Berlebourg (1934-2017) | Richard de Sayn-Wittgenstein-Berlebourg (1934-2017) | Richard de Sayn-Wittgenstein-Berlebourg (1934-2017) | Richard de Sayn-Wittgenstein-Berlebourg (1934-2017) | Richard de Sayn-Wittgenstein-Berlebourg (1934-2017) |                                                  |                                                  | Benedikte de Danemark (1944)                     | Benedikte de Danemark (1944)                     | Benedikte de Danemark (1944) | Benedikte de Danemark (1944) | Benedikte de Danemark (1944)           | Benedikte de Danemark (1944)           |                                        |                                        |                                        |                                        |                                     |                                     |                                     |                                     |                               |                               |                               |                               |                             |                             |                                                 |                                                 |                                                 |                                                 |                                                 |                                                 |  |  |                                     |                                     |                                     |                                     |                                     |                                     |  |  |                                      |                                      |                                      |                                      |                                      |                                      |  |  |                                   |                                   |                                   |                                   |                                   |                                   |  |  |                                   |                                   |                                   |                                   |                                   |                                   |  |  |                               |                               |                               |                               |                               |                               |  |  |                                    |                                    |                                    |                                    |                                    |                                    |                      |                      |                                  |                                  | Constantin II de Grèce (1940-2023) | Constantin II de Grèce (1940-2023) | Constantin II de Grèce (1940-2023) | Constantin II de Grèce (1940-2023) | Constantin II de Grèce (1940-2023) | Constantin II de Grèce (1940-2023) |                                |                                | Anne-Marie de Danemark (1946)  | Anne-Marie de Danemark (1946)  | Anne-Marie de Danemark (1946)  | Anne-Marie de Danemark (1946)  | Anne-Marie de Danemark (1946) | Anne-Marie de Danemark (1946) |                                   |                                   |                                   |                                   |                                   |                                   |                              |                              |                              |                              |  |  |                      |                      |                      |                      |                      |                      |  |  |                          |                          |                          |                          |                          |                          |  |  |                          |                          |                          |                          |                          |                          |  |  |                   |                   |                   |                   |                   |                   |  |  |
|                              |                              |                              |                              |                              |                              |  |  |                               |                               |                               |                               |                               |                               |  |  |                            |                            |                            |                            |                            |                            |                                          |                                          |                                          |                                          |                                          |                                          |                              |                              |                                 |                                 |                                 |                                 |                                 |                                 |                            |                            |                         |                         |                          |                          |                          |                          |                            |                            |                            |                            |                            |                            |                           |                           |                           |                           |                        |                        |                           |                           |                           |                           |                           |                           |  |  |                                                |                                                |                                                |                                                |                                                |                                                |  |  |                                                |                                                |                                                |                                                |                                                |                                                |  |  |                                              |                                              |                                              |                                              |                                                     |                                                     |                                                     |                                                     |                                                     |                                                     |                                                  |                                                  |                                                  |                                                  |                              |                              |                                        |                                        |                                        |                                        |                                        |                                        |                                     |                                     |                                     |                                     |                               |                               |                               |                               |                             |                             |                                                 |                                                 |                                                 |                                                 |                                                 |                                                 |  |  |                                     |                                     |                                     |                                     |                                     |                                     |  |  |                                      |                                      |                                      |                                      |                                      |                                      |  |  |                                   |                                   |                                   |                                   |                                   |                                   |  |  |                                   |                                   |                                   |                                   |                                   |                                   |  |  |                               |                               |                               |                               |                               |                               |  |  |                                    |                                    |                                    |                                    |                                    |                                    |                      |                      |                                  |                                  |                                    |                                    |                                    |                                    |                                    |                                    |                                |                                |                                |                                |                                |                                |                               |                               |                                   |                                   |                                   |                                   |                                   |                                   |                              |                              |                              |                              |  |  |                      |                      |                      |                      |                      |                      |  |  |                          |                          |                          |                          |                          |                          |  |  |                          |                          |                          |                          |                          |                          |  |  |                   |                   |                   |                   |                   |                   |  |  |
|                              |                              |                              |                              |                              |                              |  |  |                               |                               |                               |                               |                               |                               |  |  |                            |                            |                            |                            |                            |                            |                                          |                                          |                                          |                                          |                                          |                                          |                              |                              |                                 |                                 |                                 |                                 |                                 |                                 |                            |                            |                         |                         |                          |                          |                          |                          |                            |                            |                            |                            |                            |                            |                           |                           |                           |                           |                        |                        |                           |                           |                           |                           |                           |                           |  |  |                                                |                                                |                                                |                                                |                                                |                                                |  |  |                                                |                                                |                                                |                                                |                                                |                                                |  |  |                                              |                                              |                                              |                                              |                                                     |                                                     |                                                     |                                                     |                                                     |                                                     |                                                  |                                                  |                                                  |                                                  |                              |                              |                                        |                                        |                                        |                                        |                                        |                                        |                                     |                                     |                                     |                                     |                               |                               |                               |                               |                             |                             |                                                 |                                                 |                                                 |                                                 |                                                 |                                                 |  |  |                                     |                                     |                                     |                                     |                                     |                                     |  |  |                                      |                                      |                                      |                                      |                                      |                                      |  |  |                                   |                                   |                                   |                                   |                                   |                                   |  |  |                                   |                                   |                                   |                                   |                                   |                                   |  |  |                               |                               |                               |                               |                               |                               |  |  |                                    |                                    |                                    |                                    |                                    |                                    |                      |                      |                                  |                                  |                                    |                                    |                                    |                                    |                                    |                                    |                                |                                |                                |                                |                                |                                |                               |                               |                                   |                                   |                                   |                                   |                                   |                                   |                              |                              |                              |                              |  |  |                      |                      |                      |                      |                      |                      |  |  |                          |                          |                          |                          |                          |                          |  |  |                          |                          |                          |                          |                          |                          |  |  |                   |                   |                   |                   |                   |                   |  |  |
|                              |                              |                              |                              |                              |                              |  |  | Frédéric X de Danemark (1968) | Frédéric X de Danemark (1968) | Frédéric X de Danemark (1968) | Frédéric X de Danemark (1968) | Frédéric X de Danemark (1968) | Frédéric X de Danemark (1968) |  |  | Mary Donaldson (1972)      | Mary Donaldson (1972)      | Mary Donaldson (1972)      | Mary Donaldson (1972)      | Mary Donaldson (1972)      | Mary Donaldson (1972)      |                                          |                                          |                                          |                                          |                                          |                                          |                              |                              |                                 |                                 |                                 |                                 |                                 |                                 | Alexandra Manley (1964)    | Alexandra Manley (1964)    | Alexandra Manley (1964) | Alexandra Manley (1964) | Alexandra Manley (1964)  | Alexandra Manley (1964)  |                          |                          | Joachim de Danemark (1969) | Joachim de Danemark (1969) | Joachim de Danemark (1969) | Joachim de Danemark (1969) | Joachim de Danemark (1969) | Joachim de Danemark (1969) |                           |                           | Marie Cavallier (1976)    | Marie Cavallier (1976)    | Marie Cavallier (1976) | Marie Cavallier (1976) | Marie Cavallier (1976)    | Marie Cavallier (1976)    |                           |                           |                           |                           |  |  | Gustave de Sayn-Wittgenstein-Berlebourg (1969) | Gustave de Sayn-Wittgenstein-Berlebourg (1969) | Gustave de Sayn-Wittgenstein-Berlebourg (1969) | Gustave de Sayn-Wittgenstein-Berlebourg (1969) | Gustave de Sayn-Wittgenstein-Berlebourg (1969) | Gustave de Sayn-Wittgenstein-Berlebourg (1969) |  |  | Carina Axelsson (1968)                         | Carina Axelsson (1968)                         | Carina Axelsson (1968)                         | Carina Axelsson (1968)                         | Carina Axelsson (1968)                         | Carina Axelsson (1968)                         |  |  | Friedrich von Pfeil und Klein-Ellguth (1967) | Friedrich von Pfeil und Klein-Ellguth (1967) | Friedrich von Pfeil und Klein-Ellguth (1967) | Friedrich von Pfeil und Klein-Ellguth (1967) | Friedrich von Pfeil und Klein-Ellguth (1967)        | Friedrich von Pfeil und Klein-Ellguth (1967)        |                                                     |                                                     | Alexandra de Sayn-Wittgenstein-Berlebourg (1970)    | Alexandra de Sayn-Wittgenstein-Berlebourg (1970)    | Alexandra de Sayn-Wittgenstein-Berlebourg (1970) | Alexandra de Sayn-Wittgenstein-Berlebourg (1970) | Alexandra de Sayn-Wittgenstein-Berlebourg (1970) | Alexandra de Sayn-Wittgenstein-Berlebourg (1970) |                              |                              | Michael Ahlefeldt-Laurvig-Bille (1965) | Michael Ahlefeldt-Laurvig-Bille (1965) | Michael Ahlefeldt-Laurvig-Bille (1965) | Michael Ahlefeldt-Laurvig-Bille (1965) | Michael Ahlefeldt-Laurvig-Bille (1965) | Michael Ahlefeldt-Laurvig-Bille (1965) |                                     |                                     | Alexandre Johanssmann (1977)        | Alexandre Johanssmann (1977)        | Alexandre Johanssmann (1977)  | Alexandre Johanssmann (1977)  | Alexandre Johanssmann (1977)  | Alexandre Johanssmann (1977)  |                             |                             | Nathalie de Sayn-Wittgenstein-Berlebourg (1975) | Nathalie de Sayn-Wittgenstein-Berlebourg (1975) | Nathalie de Sayn-Wittgenstein-Berlebourg (1975) | Nathalie de Sayn-Wittgenstein-Berlebourg (1975) | Nathalie de Sayn-Wittgenstein-Berlebourg (1975) | Nathalie de Sayn-Wittgenstein-Berlebourg (1975) |  |  |                                     |                                     |                                     |                                     |                                     |                                     |  |  | Carlos Morales Quintana (1970)       | Carlos Morales Quintana (1970)       | Carlos Morales Quintana (1970)       | Carlos Morales Quintana (1970)       | Carlos Morales Quintana (1970)       | Carlos Morales Quintana (1970)       |  |  | Alexia de Grèce (1965)            | Alexia de Grèce (1965)            | Alexia de Grèce (1965)            | Alexia de Grèce (1965)            | Alexia de Grèce (1965)            | Alexia de Grèce (1965)            |  |  |                                   |                                   |                                   |                                   |                                   |                                   |  |  |                               |                               |                               |                               |                               |                               |  |  |                                    |                                    |                                    |                                    | Paul de Grèce (1967)               | Paul de Grèce (1967)               | Paul de Grèce (1967) | Paul de Grèce (1967) | Paul de Grèce (1967)             | Paul de Grèce (1967)             |                                    |                                    | Marie-Chantal Miller (1968)        | Marie-Chantal Miller (1968)        | Marie-Chantal Miller (1968)        | Marie-Chantal Miller (1968)        | Marie-Chantal Miller (1968)    | Marie-Chantal Miller (1968)    |                                |                                | Nicolas de Grèce (1969)        | Nicolas de Grèce (1969)        | Nicolas de Grèce (1969)       | Nicolas de Grèce (1969)       | Nicolas de Grèce (1969)           | Nicolas de Grèce (1969)           |                                   |                                   | Chrysí Vardinogiánnis (1981)      | Chrysí Vardinogiánnis (1981)      | Chrysí Vardinogiánnis (1981) | Chrysí Vardinogiánnis (1981) | Chrysí Vardinogiánnis (1981) | Chrysí Vardinogiánnis (1981) |  |  | Matthew Kumar (1983) | Matthew Kumar (1983) | Matthew Kumar (1983) | Matthew Kumar (1983) | Matthew Kumar (1983) | Matthew Kumar (1983) |  |  | Théodora de Grèce (1983) | Théodora de Grèce (1983) | Théodora de Grèce (1983) | Théodora de Grèce (1983) | Théodora de Grèce (1983) | Théodora de Grèce (1983) |  |  | Philippe de Grèce (1986) | Philippe de Grèce (1986) | Philippe de Grèce (1986) | Philippe de Grèce (1986) | Philippe de Grèce (1986) | Philippe de Grèce (1986) |  |  | Nina Flohr (1987) | Nina Flohr (1987) | Nina Flohr (1987) | Nina Flohr (1987) | Nina Flohr (1987) | Nina Flohr (1987) |  |  |
|                              |                              |                              |                              |                              |                              |  |  | Frédéric X de Danemark (1968) | Frédéric X de Danemark (1968) | Frédéric X de Danemark (1968) | Frédéric X de Danemark (1968) | Frédéric X de Danemark (1968) | Frédéric X de Danemark (1968) |  |  | Mary Donaldson (1972)      | Mary Donaldson (1972)      | Mary Donaldson (1972)      | Mary Donaldson (1972)      | Mary Donaldson (1972)      | Mary Donaldson (1972)      |                                          |                                          |                                          |                                          |                                          |                                          |                              |                              |                                 |                                 |                                 |                                 |                                 |                                 | Alexandra Manley (1964)    | Alexandra Manley (1964)    | Alexandra Manley (1964) | Alexandra Manley (1964) | Alexandra Manley (1964)  | Alexandra Manley (1964)  |                          |                          | Joachim de Danemark (1969) | Joachim de Danemark (1969) | Joachim de Danemark (1969) | Joachim de Danemark (1969) | Joachim de Danemark (1969) | Joachim de Danemark (1969) |                           |                           | Marie Cavallier (1976)    | Marie Cavallier (1976)    | Marie Cavallier (1976) | Marie Cavallier (1976) | Marie Cavallier (1976)    | Marie Cavallier (1976)    |                           |                           |                           |                           |  |  | Gustave de Sayn-Wittgenstein-Berlebourg (1969) | Gustave de Sayn-Wittgenstein-Berlebourg (1969) | Gustave de Sayn-Wittgenstein-Berlebourg (1969) | Gustave de Sayn-Wittgenstein-Berlebourg (1969) | Gustave de Sayn-Wittgenstein-Berlebourg (1969) | Gustave de Sayn-Wittgenstein-Berlebourg (1969) |  |  | Carina Axelsson (1968)                         | Carina Axelsson (1968)                         | Carina Axelsson (1968)                         | Carina Axelsson (1968)                         | Carina Axelsson (1968)                         | Carina Axelsson (1968)                         |  |  | Friedrich von Pfeil und Klein-Ellguth (1967) | Friedrich von Pfeil und Klein-Ellguth (1967) | Friedrich von Pfeil und Klein-Ellguth (1967) | Friedrich von Pfeil und Klein-Ellguth (1967) | Friedrich von Pfeil und Klein-Ellguth (1967)        | Friedrich von Pfeil und Klein-Ellguth (1967)        |                                                     |                                                     | Alexandra de Sayn-Wittgenstein-Berlebourg (1970)    | Alexandra de Sayn-Wittgenstein-Berlebourg (1970)    | Alexandra de Sayn-Wittgenstein-Berlebourg (1970) | Alexandra de Sayn-Wittgenstein-Berlebourg (1970) | Alexandra de Sayn-Wittgenstein-Berlebourg (1970) | Alexandra de Sayn-Wittgenstein-Berlebourg (1970) |                              |                              | Michael Ahlefeldt-Laurvig-Bille (1965) | Michael Ahlefeldt-Laurvig-Bille (1965) | Michael Ahlefeldt-Laurvig-Bille (1965) | Michael Ahlefeldt-Laurvig-Bille (1965) | Michael Ahlefeldt-Laurvig-Bille (1965) | Michael Ahlefeldt-Laurvig-Bille (1965) |                                     |                                     | Alexandre Johanssmann (1977)        | Alexandre Johanssmann (1977)        | Alexandre Johanssmann (1977)  | Alexandre Johanssmann (1977)  | Alexandre Johanssmann (1977)  | Alexandre Johanssmann (1977)  |                             |                             | Nathalie de Sayn-Wittgenstein-Berlebourg (1975) | Nathalie de Sayn-Wittgenstein-Berlebourg (1975) | Nathalie de Sayn-Wittgenstein-Berlebourg (1975) | Nathalie de Sayn-Wittgenstein-Berlebourg (1975) | Nathalie de Sayn-Wittgenstein-Berlebourg (1975) | Nathalie de Sayn-Wittgenstein-Berlebourg (1975) |  |  |                                     |                                     |                                     |                                     |                                     |                                     |  |  | Carlos Morales Quintana (1970)       | Carlos Morales Quintana (1970)       | Carlos Morales Quintana (1970)       | Carlos Morales Quintana (1970)       | Carlos Morales Quintana (1970)       | Carlos Morales Quintana (1970)       |  |  | Alexia de Grèce (1965)            | Alexia de Grèce (1965)            | Alexia de Grèce (1965)            | Alexia de Grèce (1965)            | Alexia de Grèce (1965)            | Alexia de Grèce (1965)            |  |  |                                   |                                   |                                   |                                   |                                   |                                   |  |  |                               |                               |                               |                               |                               |                               |  |  |                                    |                                    |                                    |                                    | Paul de Grèce (1967)               | Paul de Grèce (1967)               | Paul de Grèce (1967) | Paul de Grèce (1967) | Paul de Grèce (1967)             | Paul de Grèce (1967)             |                                    |                                    | Marie-Chantal Miller (1968)        | Marie-Chantal Miller (1968)        | Marie-Chantal Miller (1968)        | Marie-Chantal Miller (1968)        | Marie-Chantal Miller (1968)    | Marie-Chantal Miller (1968)    |                                |                                | Nicolas de Grèce (1969)        | Nicolas de Grèce (1969)        | Nicolas de Grèce (1969)       | Nicolas de Grèce (1969)       | Nicolas de Grèce (1969)           | Nicolas de Grèce (1969)           |                                   |                                   | Chrysí Vardinogiánnis (1981)      | Chrysí Vardinogiánnis (1981)      | Chrysí Vardinogiánnis (1981) | Chrysí Vardinogiánnis (1981) | Chrysí Vardinogiánnis (1981) | Chrysí Vardinogiánnis (1981) |  |  | Matthew Kumar (1983) | Matthew Kumar (1983) | Matthew Kumar (1983) | Matthew Kumar (1983) | Matthew Kumar (1983) | Matthew Kumar (1983) |  |  | Théodora de Grèce (1983) | Théodora de Grèce (1983) | Théodora de Grèce (1983) | Théodora de Grèce (1983) | Théodora de Grèce (1983) | Théodora de Grèce (1983) |  |  | Philippe de Grèce (1986) | Philippe de Grèce (1986) | Philippe de Grèce (1986) | Philippe de Grèce (1986) | Philippe de Grèce (1986) | Philippe de Grèce (1986) |  |  | Nina Flohr (1987) | Nina Flohr (1987) | Nina Flohr (1987) | Nina Flohr (1987) | Nina Flohr (1987) | Nina Flohr (1987) |  |  |
|                              |                              |                              |                              |                              |                              |  |  |                               |                               |                               |                               |                               |                               |  |  |                            |                            |                            |                            |                            |                            |                                          |                                          |                                          |                                          |                                          |                                          |                              |                              |                                 |                                 |                                 |                                 |                                 |                                 |                            |                            |                         |                         |                          |                          |                          |                          |                            |                            |                            |                            |                            |                            |                           |                           |                           |                           |                        |                        |                           |                           |                           |                           |                           |                           |  |  |                                                |                                                |                                                |                                                |                                                |                                                |  |  |                                                |                                                |                                                |                                                |                                                |                                                |  |  |                                              |                                              |                                              |                                              |                                                     |                                                     |                                                     |                                                     |                                                     |                                                     |                                                  |                                                  |                                                  |                                                  |                              |                              |                                        |                                        |                                        |                                        |                                        |                                        |                                     |                                     |                                     |                                     |                               |                               |                               |                               |                             |                             |                                                 |                                                 |                                                 |                                                 |                                                 |                                                 |  |  |                                     |                                     |                                     |                                     |                                     |                                     |  |  |                                      |                                      |                                      |                                      |                                      |                                      |  |  |                                   |                                   |                                   |                                   |                                   |                                   |  |  |                                   |                                   |                                   |                                   |                                   |                                   |  |  |                               |                               |                               |                               |                               |                               |  |  |                                    |                                    |                                    |                                    |                                    |                                    |                      |                      |                                  |                                  |                                    |                                    |                                    |                                    |                                    |                                    |                                |                                |                                |                                |                                |                                |                               |                               |                                   |                                   |                                   |                                   |                                   |                                   |                              |                              |                              |                              |  |  |                      |                      |                      |                      |                      |                      |  |  |                          |                          |                          |                          |                          |                          |  |  |                          |                          |                          |                          |                          |                          |  |  |                   |                   |                   |                   |                   |                   |  |  |
|                              |                              |                              |                              |                              |                              |  |  |                               |                               |                               |                               |                               |                               |  |  |                            |                            |                            |                            |                            |                            |                                          |                                          |                                          |                                          |                                          |                                          |                              |                              |                                 |                                 |                                 |                                 |                                 |                                 |                            |                            |                         |                         |                          |                          |                          |                          |                            |                            |                            |                            |                            |                            |                           |                           |                           |                           |                        |                        |                           |                           |                           |                           |                           |                           |  |  |                                                |                                                |                                                |                                                |                                                |                                                |  |  |                                                |                                                |                                                |                                                |                                                |                                                |  |  |                                              |                                              |                                              |                                              |                                                     |                                                     |                                                     |                                                     |                                                     |                                                     |                                                  |                                                  |                                                  |                                                  |                              |                              |                                        |                                        |                                        |                                        |                                        |                                        |                                     |                                     |                                     |                                     |                               |                               |                               |                               |                             |                             |                                                 |                                                 |                                                 |                                                 |                                                 |                                                 |  |  |                                     |                                     |                                     |                                     |                                     |                                     |  |  |                                      |                                      |                                      |                                      |                                      |                                      |  |  |                                   |                                   |                                   |                                   |                                   |                                   |  |  |                                   |                                   |                                   |                                   |                                   |                                   |  |  |                               |                               |                               |                               |                               |                               |  |  |                                    |                                    |                                    |                                    |                                    |                                    |                      |                      |                                  |                                  |                                    |                                    |                                    |                                    |                                    |                                    |                                |                                |                                |                                |                                |                                |                               |                               |                                   |                                   |                                   |                                   |                                   |                                   |                              |                              |                              |                              |  |  |                      |                      |                      |                      |                      |                      |  |  |                          |                          |                          |                          |                          |                          |  |  |                          |                          |                          |                          |                          |                          |  |  |                   |                   |                   |                   |                   |                   |  |  |
| Christian de Danemark (2005) | Christian de Danemark (2005) | Christian de Danemark (2005) | Christian de Danemark (2005) | Christian de Danemark (2005) | Christian de Danemark (2005) |  |  | Isabella de Danemark (2007)   | Isabella de Danemark (2007)   | Isabella de Danemark (2007)   | Isabella de Danemark (2007)   | Isabella de Danemark (2007)   | Isabella de Danemark (2007)   |  |  | Vincent de Danemark (2011) | Vincent de Danemark (2011) | Vincent de Danemark (2011) | Vincent de Danemark (2011) | Vincent de Danemark (2011) | Vincent de Danemark (2011) |                                          |                                          | Josephine de Danemark (2011)             | Josephine de Danemark (2011)             | Josephine de Danemark (2011)             | Josephine de Danemark (2011)             | Josephine de Danemark (2011) | Josephine de Danemark (2011) |                                 |                                 | Nikolai de Monpezat (1999)      | Nikolai de Monpezat (1999)      | Nikolai de Monpezat (1999)      | Nikolai de Monpezat (1999)      | Nikolai de Monpezat (1999) | Nikolai de Monpezat (1999) |                         |                         | Felix de Monpezat (2002) | Felix de Monpezat (2002) | Felix de Monpezat (2002) | Felix de Monpezat (2002) | Felix de Monpezat (2002)   | Felix de Monpezat (2002)   |                            |                            | Henrik de Monpezat (2009)  | Henrik de Monpezat (2009)  | Henrik de Monpezat (2009) | Henrik de Monpezat (2009) | Henrik de Monpezat (2009) | Henrik de Monpezat (2009) |                        |                        | Athena de Monpezat (2012) | Athena de Monpezat (2012) | Athena de Monpezat (2012) | Athena de Monpezat (2012) | Athena de Monpezat (2012) | Athena de Monpezat (2012) |  |  | Gustav de Sayn-Wittgenstein-Berlebourg (2023)  | Gustav de Sayn-Wittgenstein-Berlebourg (2023)  | Gustav de Sayn-Wittgenstein-Berlebourg (2023)  | Gustav de Sayn-Wittgenstein-Berlebourg (2023)  | Gustav de Sayn-Wittgenstein-Berlebourg (2023)  | Gustav de Sayn-Wittgenstein-Berlebourg (2023)  |  |  | Mafalda de Sayn-Wittgenstein-Berlebourg (2024) | Mafalda de Sayn-Wittgenstein-Berlebourg (2024) | Mafalda de Sayn-Wittgenstein-Berlebourg (2024) | Mafalda de Sayn-Wittgenstein-Berlebourg (2024) | Mafalda de Sayn-Wittgenstein-Berlebourg (2024) | Mafalda de Sayn-Wittgenstein-Berlebourg (2024) |  |  | Richard von Pfeil und Klein-Ellguth (1999)   | Richard von Pfeil und Klein-Ellguth (1999)   | Richard von Pfeil und Klein-Ellguth (1999)   | Richard von Pfeil und Klein-Ellguth (1999)   | Richard von Pfeil und Klein-Ellguth (1999)          | Richard von Pfeil und Klein-Ellguth (1999)          |                                                     |                                                     | Ingrid von Pfeil und Klein-Ellguth (2003)           | Ingrid von Pfeil und Klein-Ellguth (2003)           | Ingrid von Pfeil und Klein-Ellguth (2003)        | Ingrid von Pfeil und Klein-Ellguth (2003)        | Ingrid von Pfeil und Klein-Ellguth (2003)        | Ingrid von Pfeil und Klein-Ellguth (2003)        |                              |                              |                                        |                                        |                                        |                                        |                                        |                                        |                                     |                                     | Konstantin Johanssmann (2010)       | Konstantin Johanssmann (2010)       | Konstantin Johanssmann (2010) | Konstantin Johanssmann (2010) | Konstantin Johanssmann (2010) | Konstantin Johanssmann (2010) |                             |                             | Louisa Johanssmann (2015)                       | Louisa Johanssmann (2015)                       | Louisa Johanssmann (2015)                       | Louisa Johanssmann (2015)                       | Louisa Johanssmann (2015)                       | Louisa Johanssmann (2015)                       |  |  | Arrietta Morales y de Grecia (2002) | Arrietta Morales y de Grecia (2002) | Arrietta Morales y de Grecia (2002) | Arrietta Morales y de Grecia (2002) | Arrietta Morales y de Grecia (2002) | Arrietta Morales y de Grecia (2002) |  |  | Ana María Morales y de Grecia (2003) | Ana María Morales y de Grecia (2003) | Ana María Morales y de Grecia (2003) | Ana María Morales y de Grecia (2003) | Ana María Morales y de Grecia (2003) | Ana María Morales y de Grecia (2003) |  |  | Carlos Morales y de Grecia (2005) | Carlos Morales y de Grecia (2005) | Carlos Morales y de Grecia (2005) | Carlos Morales y de Grecia (2005) | Carlos Morales y de Grecia (2005) | Carlos Morales y de Grecia (2005) |  |  | Amelia Morales y de Grecia (2007) | Amelia Morales y de Grecia (2007) | Amelia Morales y de Grecia (2007) | Amelia Morales y de Grecia (2007) | Amelia Morales y de Grecia (2007) | Amelia Morales y de Grecia (2007) |  |  | María Olympía de Grèce (1996) | María Olympía de Grèce (1996) | María Olympía de Grèce (1996) | María Olympía de Grèce (1996) | María Olympía de Grèce (1996) | María Olympía de Grèce (1996) |  |  | Constantin Alexios de Grèce (1998) | Constantin Alexios de Grèce (1998) | Constantin Alexios de Grèce (1998) | Constantin Alexios de Grèce (1998) | Constantin Alexios de Grèce (1998) | Constantin Alexios de Grèce (1998) |                      |                      | Achíleas-Andréas de Grèce (2000) | Achíleas-Andréas de Grèce (2000) | Achíleas-Andréas de Grèce (2000)   | Achíleas-Andréas de Grèce (2000)   | Achíleas-Andréas de Grèce (2000)   | Achíleas-Andréas de Grèce (2000)   |                                    |                                    | Odysséas Kímon de Grèce (2004) | Odysséas Kímon de Grèce (2004) | Odysséas Kímon de Grèce (2004) | Odysséas Kímon de Grèce (2004) | Odysséas Kímon de Grèce (2004) | Odysséas Kímon de Grèce (2004) |                               |                               | Aristídis Stávros de Grèce (2008) | Aristídis Stávros de Grèce (2008) | Aristídis Stávros de Grèce (2008) | Aristídis Stávros de Grèce (2008) | Aristídis Stávros de Grèce (2008) | Aristídis Stávros de Grèce (2008) |                              |                              |                              |                              |  |  |                      |                      |                      |                      |                      |                      |  |  |                          |                          |                          |                          |                          |                          |  |  |                          |                          |                          |                          |                          |                          |  |  |                   |                   |                   |                   |                   |                   |  |  |

## Honneurs

### Honneurs nationaux
- 24 mai 1947 : dame grand-croix avec collier de l'ordre de l'Éléphant
- 11 mars 1959 : grand commandeur de l'ordre de Dannebrog
- 21 mai 1960 : grand-croix de l'ordre des Séraphins

### Honneurs étrangers
- Grand-croix première classe de l'ordre du Mérite d'Autriche [8]
- Dame grand-croix de l'ordre de Léopold
- Dame grand-croix classe suprême de l'ordre des Vertus
- Dame grand-officier of the l'ordre de la reine de Saba
- Grand-croix de la Légion d'honneur
- Dame grand-croix de l'ordre des Saintes-Olga-et-Sophie
- Grand-croix classe spéciale de l'ordre du Mérite de la République fédérale d'Allemagne
- Grand-croix de l'ordre du Faucon[9]
- Dame grand-cordon, classe spéciale de l'ordre des Pléiades
- Grand-croix de l'ordre du Mérite de la République italienne [10]
- Récipiendaire de la distinction Pro Ecclesia et Pontifice
- Dame grand-croix de l'ordre d'Adolphe de Nassau
- Dame grand-croix de l'ordre du Lion néerlandais
- Dame grand-croix de l'ordre de Saint-Olaf
- Dame grand-croix de l'ordre d'Isabelle la Catholique [11]
- 1957 : Grand-croix avec collier de l'ordre de la Rose blanche [12]
- 6 septembre 1960 : dame de l'ordre de la dynastie Chakri [13]

## Armes et monogramme

Armoiries de la reine Ingrid de Danemark.
Armoiries  exposées dans l'église de Riddarholmen à Stockholm.
Monogramme de la reine Ingrid de Danemark.